# 交通部臺灣鐵路管理局阿里山森林鐵路管理處
阿里山森林鐵路管理處，簡稱森鐵處，是中華民國交通部臺灣鐵路管理局的任務編組，2014年1月10日成立，受行政院農業委員會林務局委託營運阿里山林業鐵路。2018年6月30日，森鐵處結束運作並轉移給林務局，由後繼機關阿里山林業鐵路及文化資產管理處運作。

## 歷史
2010年3月23日，林務局終止委託宏都阿里山公司經營阿里山森林鐵路。2012年8月16日，臺灣鐵路管理局成立阿里山森林鐵路交接籌備處。2013年3月13日，臺灣鐵路管理局成立阿里山森林鐵路籌備處。2013年4月26日，林務局與臺灣鐵路管理局簽訂行政契約，林務局委託臺灣鐵路管理局協助阿里山林業鐵路營運。2013年5月1日，阿里山森林鐵路正式由臺灣鐵路管理局協助營運。
2013年6月4日，民主進步黨立法委員李俊俋質疑，既然行政院認定臺灣鐵路管理局為國內最具有鐵路專業的管理單位，為何臺灣鐵路管理局接管阿里山森林鐵路以後還要由非鐵路專業單位的林務局派員進駐協助。臺灣鐵路管理局阿里山森林鐵路籌備處主任張錦松說，高山鐵路的營運與臺灣鐵路管理局的經驗完全不同，包括營運規章與標準作業程序都要重新接觸；阿里山森林鐵路現階段的主體仍然是林務局，臺灣鐵路管理局接手以前只是協助營運；考量安全與作業順暢，過渡期當然需要林務局人員的經驗傳承與交接，所以希望林務局人員進駐，畢竟面對面溝通比較快、也比較清楚。
2013年12月7日，關於阿里山森林鐵路僅能電話購票或現場購票，臺灣鐵路管理局阿里山森林鐵路籌備處主任張錦松說，阿里山森林鐵路運量太少，網路訂票適合大運量的臺灣鐵路管理局一般環島路線，「不然網站可能會被塞爆，完全超過負荷」。
2014年1月10日，阿里山森林鐵路籌備處改制為阿里山森林鐵路管理處。2014年1月28日，阿里山森林鐵路管理處正式營運。
2015年12月1日，臺灣鐵路管理局公布阿里山森林鐵路管理處標誌及阿里山森林鐵路第一線服務人員制服：阿里山森林鐵路管理處標誌由亞洲大學視覺傳達設計學系教授游明龍設計，外形為圓形，背景顏色為綠色，中央為阿里山森林鐵路紅色機關車；阿里山森林鐵路第一線服務人員制服分為冬季制服1套、夏季制服1套、便帽2頂及外套1件，襯衫為淺灰色，長褲為黑色純棉質料，外套為淺綠色，襯衫左上臂及外套左胸前標示阿里山森林鐵路管理處標誌。
2017年6月15日，行政院核定阿里山林業鐵路於2018年7月回歸林務局，林務局計畫成立專責單位「阿里山林業鐵路及文化資產管理處」管理阿里山林業鐵路。
2018年7月1日，林務局成立阿里山林業鐵路及文化資產管理處，阿里山森林鐵路回歸林務局並正名為阿里山林業鐵路；阿里山林業鐵路及文化資產管理處地址與阿里山森林鐵路管理處相同。

## 組織編制
- 處長
- 副處長
- 營運組
- 綜核組
- 機務組
- 設施組
- 北門車站
- 竹崎車站
- 交力坪車站
- 奮起湖車站
- 阿里山車站
- 沼平車站
- 祝山車站
- 阿里山車庫
- 修理工廠
- 嘉義車庫
- 阿里山監工區
- 奮起湖監工區
- 竹崎監工區

## 外部連結
- 阿里山森林鐵路管理處